# فيلي هيلمان
فيلي هيلمان (بالإنجليزية: Willie Hillman)‏ هو لاعب كرة قدم أمريكية أمريكي، (ولد في مندن في الولايات المتحدة 1884  م).